# Lee Da-yeong
Lee Da-yeong (tiếng Hàn: 이다영; Hanja: 李多英; Romaja: I Da-yeong; sinh 15 tháng 10 năm 1996) là một nữ vận động viên bóng chuyền Hàn Quốc hiện đang chơi ở vị trí setter cho đội tuyển bóng chuyền nữ quốc gia Hàn Quốc. Cô là em gái sinh đôi của Lee Jae-yeong, cũng là thành viên của đội tuyển bóng chuyền quốc gia Hàn Quốc.
Do bạo lực học đường xảy ra khi còn học cấp 2, cô đã bị trục xuất khỏi đội tuyển quốc gia bóng chuyền nữ Hàn Quốc và nhận hình phạt nghiêm khắc là truất quyền thi đấu quốc gia vĩnh viễn.

## Sự Nghiệp
Lee Da-yeong bắt đầu sự nghiệp quốc tế của mình tương tự như chị gái sinh đôi của mình và họ đã chơi cùng nhau trong một số sự kiện quốc tế cho đội tuyển quốc gia, bao gồm Đại hội Thể thao châu Á 2014 được tổ chức tại Hàn Quốc, tại đó họ giành được huy chương vàng. Các giải đấu khác mà họ đã thi đấu cùng nhau bao gồm Giải bóng chuyền nữ FIVB 2018, Đại hội Thể thao châu Á 2018, và Giải vô địch bóng chuyền nữ thế giới FIVB 2019 vào tháng 9 năm 2019.

## Cuộc sống cá nhân
Lee Da-yeong sinh ngày 15 tháng 10 năm 1996 là một trong hai cô con gái sinh đôi của Kim Gyeong-hui và Lee Ju-hyeong. Mẹ cô là Kim Gyeong-hui, người từng chơi cho đội tuyển bóng chuyền nữ quốc gia Hàn Quốc tại Thế vận hội Mùa hè 1988.
Lee học tại trường tiểu học Jeonju Jungsan, trường trung học nữ Jinju Gyeonghae và trường trung học nữ Jinju Sunmyung. Em gái sinh đôi của cô, Lee Jae-yeong cũng là một vận động viên bóng chuyền quốc gia.
Cả hai chị em đều bị câu lạc bộ đình chỉ vô thời hạn sau khi bị buộc tội bắt nạt ẩn danh trên mạng. Tuy nhiên, họ đã tuyên bố rằng nhiều cáo buộc được đưa ra đối với họ là sai sự thật và có kế hoạch thực hiện hành động pháp lý chống lại tác giả ẩn danh của bài đăng trực tuyến.
Lee kết hôn với người chồng khi đó của mình vào năm 2018 , sau 3 tháng hẹn hò. Cặp đôi ly thân ngay sau đó do sự lạm dụng lời nói mà người chồng phải chịu đựng từ Lee. Kể từ đó, cặp đôi đã giải quyết một cuộc ly hôn hợp pháp vào năm 2021..

## Câu lạc bộ
- Suwon Hyundai Engineering & Construction Hillstate (2014–2020)
- Incheon Heungkuk Life Pink Spiders (2020–2021)
- PAOK Thessaloniki (2021–2022)
- CS Rapid București (2022–)

## Giải thưởng

### Individual
- 2014 Asian Junior Championship "Best Setter"
- 2014-2015 Korean V-League - "All-Star Game Ceremony"
- 2015-2016 Korean V-League - "Best Dresser"
- 2015-2016 Korean V-League - "All-Star Game Ceremony"
- 2017-2018 Korean V-League - "Round 1 MVP"
- 2017-2018 Korean V-League - "All-Star Game MVP"
- 2017-2018 Korean V-League - "Best 7 - Setter"
- 2018-2019 Korean V-League - "Best 7 - Setter"
- 2019-2020 Korean V-League - "Round 3 MVP"
- 2019-2020 Korean V-League - "Best 7 - Setter"
- 2021-2022 Greek Championship - "Round 3 MVP"

### National team
- 2013 The 17th Asian Women's Volleyball Championship -  Bronze Medal
- 2014 The 17th Asian JR. Women's Volleyball Championship -  Bronze Medal
- 2014 The 4th Asian Women's Cup Volleyball Championship -  Silver medal
- 2014 The 17th Incheon Asian Games -  Gold Medal
- 2018 The 18th Jakarta-Palembang Asian Games -  Bronze Medal

### Clubs
- 2015-2016 Korean V-League -  Champion, with Suwon Hyundai Engineering & Construction Hillstate